# Ah ! ces vedettes !
Pour plus de détails, voir Fiche technique et Distribution.
Ah ! ces vedettes ! (titre original : The Affairs of Annabel) est un film américain en noir et blanc réalisé par Benjamin Stoloff, sorti en 1938.
Une suite est sortie deux mois après : Annabel Takes a Tour (1938), avec les mêmes acteurs dans les rôles principaux.

## Synopsis
Annabel Allison est une star de cinéma en perte de popularité, dont la vie est mise à rude épreuve par son pas très malin agent de publicité Lanny Morgan. Pour qu'elle fasse les grands titres des journaux, Lanny lui demande souvent de se mettre dans des situations extravagantes, qui finissent souvent en flop : ainsi, il envoie Annabel en prison pour trois jours, et elle finit par y restée coincée pendant un mois, et sans qu'aucun journaliste ne se pointe. Voilà qu'il lui demande à présent de se faire engager incognito comme bonne dans une riche famille, les Fletcher, en guise de préparation pour un futur grand rôle. Annabel n'ayant jamais fait la moindre tâche ménagère sa vie, elle devient une catastrophe ambulante. Elle héberge gracieusement deux hommes sous le toit de ses employeurs, sans savoir que ce sont les criminels les plus recherchés d'Amérique, qui ne tardent pas à prendre en otage toute la maisonnée.

## Fiche technique
- Titre original : The Affairs of Annabel
- Titre français : Ah ! ces vedettes !
- Réalisation : Benjamin Stoloff
- Scénario : Bert Granet, d’après l'histoire Menial Star écrite par Charles Hoffman (screenwriter) (en)
- Musique : Roy Webb
- Photographie : Russell Metty
- Montage : Jack Hively
- Producteurs : Lou Lusty, Lee Marcus (en)
- Société de production et de distribution : RKO Radio Pictures
- Pays de production :  États-Unis
- Langue : anglais américain
- Format : noir et blanc — 1,37:1 — son : mono (RCA Victor System)
- Genre : comédie
- Durée : 68 min
- Dates de sortie : 
  - États-Unis : 9 septembre 1938
  - France : 6 décembre 1939

## Distribution
- Jack Oakie : Lanny Morgan, l'agent publicitaire
- Lucille Ball : Annabel Allison, la star de cinéma
- Ruth Donnelly : Josephine, la secrétaire du studio
- Bradley Page (en) : Howard Webb, le patron du studio
- Fritz Feld : Vladimir Dukov, le réalisateur de films
- Elisabeth Risdon : Mme Margaret Fletcher
- Thurston Hall : major Fletcher, le frère inventeur de Margaret Fletcher
- Granville Bates : Jim Fletcher,
- Lee Van Atta (en) : Robert, le fils adolescent des Fletcher
- James Burke : officier Muldoon
- Anthony Warde (en) : Bailey alias Rogers
- Leona Roberts : Mme Hurley
- Charles Coleman : Perkins, le valet
- Brooks Benedict : homme dans le bureau de Webb
- Stanley Blystone : policier
- Claire Du Brey : une détenue à la prison
- Kane Richmond : détective
- Maurice Cass (en) : Dr Rubnick
- Mildred Gover (en) : Scarlet, la bonne
- Madame Sul-Te-Wan : Benzedrina, une détenue à la prison
- John Sutton : homme devant le kiosque à journaux